# Salomão Xá
Salomão Xá (em língua turca: سليمان شاه Süleyman Şah - Süleyman bin Kaya Alp;) 1178–1236) foi líder da tribo turco-oguz dos cais, que habitava no noroeste do Irão ou nordeste do Iraque. Foi filho de Kutalmış (Kutalmish) e pai de Ertogrul que, por sua vez, foi pai de Osmã I, fundador da dinastia otomana e do Império Otomano.

## Morte
Quando da invasão da região pelos mongóis, no início do século XIII, a tribo dos Kayis foi vencida por esses invasores; ao bater em retirada com sua tribo, Salomão Xá morreu, afogado, no rio Eufrates, tendo sido sepultado próximo ao rio, numa localidade conhecida como Türk Mezari ("Tumba do Turco"), no castelo Jaber, lugar simbólico para os  turcos; hoje este território faz parte da República da Síria.
Em acordo com o artigo nono do Tratado de Ancara (1921), assinado entre a Turquia e a França (que então ocupava a Síria), o castelo Jaber foi considerado território sob soberania turca.
Em 1973, o castelo Jaber seria submerso pelo reservatório da recém-construída represa de Tabka. O sítio da tumba de Salomão Xá foi transladado para uma área de 8,797 metros quadrados nas vizinhanças da vila de Karakozak, no distrito de Aleppo, em acordo com negociações entre a Turquia e a Síria.
Ainda hoje, uma tropa de soldados turcos guarda este lugar simbólico. A tumba de Salomão Xá e seus arredores são atualmente o único exclave da República da Turquia.

## Família
Salomão era casado com Caime Catum, uma nobre descendente de turcos, pertencente a uma família turcomana. O casal foram avôs  de Osmã I (1299–1323/24), o fundador do Império Otomano, e pais de quatro filhos:
- Emir Ertuğrul Han Gazi, Emir de Söğüt (c. 1198 - c. 1281) 83 anos
- Gündoğdu Bey (c. 1197 - c. 1277) 80 anos
- Sungurtekin Bey (c. 1183 - c. 1233) 50 anos
- Dündar Bey (c. 1210 - c. 1298) 88 anos